# Hyalophan
Hyalophan, auch als Bariumfeldspat bekannt, ist ein selten vorkommendes Mineral und ein Zwischenglied der Serie Orthoklas – Celsian aus der Gruppe der Feldspate innerhalb der Mineralklasse der „Silikate und Germanate“. Es kristallisiert im monoklinen Kristallsystem mit der chemischen Zusammensetzung (K,Ba)(Al,Si)4O8 und ist damit chemisch gesehen ein Kalium-Barium-Silikat, wobei die in den runden Klammern angegebenen Elemente Kalium, Barium, Aluminium und Silicium sich in der Formel jeweils gegenseitig vertreten (Substitution, Diadochie) können, jedoch immer im selben Mengenverhältnis zu den anderen Bestandteilen des Minerals stehen.
Hyalophan entwickelt meist durchsichtige bis durchscheinende, rhomboedrische oder prismatische Kristalle bis etwa 20 cm Größe, aber auch körnige bis massige Mineral-Aggregate. Reiner Hyalophan ist farblos. Er kann allerdings durch vielfache Lichtbrechung aufgrund von Gitterbaufehlern bzw. Verzwillingung weiß erscheinen und durch Fremdbeimengungen von Eisen eine gelbliche oder rötliche Farbe annehmen.

## Etymologie und Geschichte
Erstmals gefunden wurde Hyalophan 1855 in der „Grube Lengenbach“ im Binntal im Schweizer Kanton Wallis und beschrieben durch Wolfgang Sartorius von Waltershausen, der das Mineral aufgrund seiner durchsichtigen, glasglänzenden Kristalle nach den griechischen Worten ὕαλος hyalos „Glas“ und φαίνειν phainein „scheinen, erscheinen“ benannte.

## Klassifikation
In der veralteten 8. Auflage der Mineralsystematik nach Strunz gehörte der Hyalophan zur Mineralklasse der „Silikate“ und dort zur Abteilung „Gerüstsilikate (Tektosilikate)“, wo er gemeinsam mit Celsian in der Gruppe „Bariumfeldspate“ mit der Systemnummer VIII/F.03b steht.
In der zuletzt 2018 überarbeiteten Lapis-Systematik nach Stefan Weiß, die formal auf der alten Systematik von Karl Hugo Strunz in der 8. Auflage basiert, erhielt das Mineral die System- und Mineralnummer VIII/J.06-050. Dies entspricht der Klasse der „Silikate“ und dort der Abteilung „Gerüstsilikate“, wo Hyalophan zusammen mit Buddingtonit, Celsian, Hexacelsian, Kokchetavit, Mikroklin, Orthoklas, Paracelsian, Rubiklin, Sanidin und Slawsonit eine unbenannte Gruppe mit der Systemnummer VIII/J.06 bildet.
Die von der International Mineralogical Association (IMA) zuletzt 2009 aktualisierte 9. Auflage der Strunz’schen Mineralsystematik ordnet den Hyalophan in die Klasse der „Silikate und Germanate“ und dort in die Abteilung „Gerüstsilikate (Tektosilikate) ohne zeolithisches H2O“ ein. Hier ist das Mineral in der Unterabteilung „Gerüstsilikate (Tektosilikate) ohne zusätzliche Anionen“ zu finden, wo es zusammen mit Adular, Anorthoklas, Buddingtonit, Celsian, Mikroklin, Orthoklas, Rubiklin und Sanidin die „Alkalifeldspate“ mit der Systemnummer 9.FA.30 bildet.
In der vorwiegend im englischen Sprachraum gebräuchlichen Systematik der Minerale nach Dana hat Hyalophan die System- und Mineralnummer 76.01.01.03. Das entspricht der Klasse der „Silikate“ und dort der Abteilung „Gerüstsilikate: Al-Si-Gitter“. Hier findet er sich innerhalb der Unterabteilung „Mit Al-Si-Gitter“ in der Gruppe „K (Na,Ba)-Feldspate“, in der auch Orthoklas, Sanidin, Celsian, Mikroklin, Anorthoklas, Rubiklin und Filatovit eingeordnet sind.

## Kristallstruktur
Hyalophan kristallisiert monoklin in der Raumgruppe C2/m (Raumgruppen-Nr. 12) mit den Gitterparametern a = 8,56 Å; b = 13,04 Å; c = 7,20 Å und β = 115,7° sowie vier Formeleinheiten pro Elementarzelle.

## Bildung und Fundorte
Hyalophan bildet sich entweder magmatisch in Phonolith oder metamorph in Gneis, Marmor und verschiedenen manganhaltigen Gesteinen, aber auch hydrothermal in Erzgängen. Begleitminerale sind unter anderem Analcim, Epidot, Plagioklas, Rhodochrosit, Rhodonit, Spessartin und Tremolit; in Busovača auch Apatit, Quarz, Sagenit und Siderit.
Weltweit konnte Hyalophan bisher (Stand: 2010) an 70 Fundorten nachgewiesen werden, so unter anderem in Australien, Aserbaidschan, Bosnien und Herzegowina, China, Deutschland, Frankreich, Irland, Israel, Italien, Japan, Kanada, Kirgisistan, Namibia, Neuseeland, Norwegen, Polen, Schweden, Schweiz, Spanien, Südkorea, Tschechien, im Vereinigten Königreich (Großbritannien) und in den Vereinigten Staaten (USA). Auch im Mondmeteorit NWA 773 aus Dchira (Westsahara) wurde Hyalophan gefunden.
Bekannt für ihre gut ausgebildeten, großen Kristallstufen von bis zu 15 cm Durchmesser ist vor allem die „Grube Zagradski Potok“ bei Busovača (Bosnien und Herzegowina).

## Verwendung
Aufgrund seiner Seltenheit hat Hyalophan nur unter Sammlern als Mineralprobe einen gewissen Wert, vor allem wenn er von Hobbyschleifern zu Schmucksteinen verarbeitet wurde.